# Jean-Pierre Hubert
Pour les articles homonymes, voir Hubert.
Œuvres principales
- Le champ du rêveur
- Sa majesté des clones

Jean-Pierre Hubert est un écrivain de science-fiction français né à Strasbourg le 25 mai 1941 et mort le 1er mai 2006  à Wissembourg, où il a vécu et enseigné, double lauréat du Grand Prix de l'Imaginaire et quadruple lauréat du Prix Rosny aîné. Il a également écrit des romans policiers ou de gore, certains en collaboration avec Christian Vilà et sous le pseudonyme de Jean-Christian Viluber qui est un composé de leurs deux patronymes.

## Œuvres

### Romans
- Planète à trois temps (roman), OPTA, coll. Nébula, 1975
- Mort à l'étouffée (roman), Kesselring, coll. Ici et maintenant, 1978
- Couple de scorpions (roman), Kesselring, coll. Ici et maintenant, 1980
- Scènes de guerre civile (roman), Galaxie-bis no 82, 1982
- Le champ du rêveur (roman), Denoël, 1983 (Prix Rosny aîné et Grand Prix de l'Imaginaire 1984, catégorie roman et Grand prix de la SF française 1987[3])
- Séméla (roman), Plasma, 1983
- Les faiseurs d'orages (roman), Denoël, 1984
- Ombromanies (roman), Denoël, 1985 (Prix Rosny aîné 1986, catégorie roman)
- Roulette mousse (recueil de nouvelles), Denoël, 1987
- Cocktail (roman), Patrick Siry, 1988.
- Le bleu des mondes (roman), Hachette Jeunesse, 1997
- Je suis la mort (roman), Fleuve noir, 1998
- Les cendres de Ligna (roman), Mango Jeunesse, 2000
- Le lac des grimaces (roman), Degliame, 2001
- Sa majesté des clones (roman), Mango Jeunesse, 2002
- Les sonneurs noirs (roman), Mango Jeunesse, 2004
- Sur les pistes de Scar (roman), Mango Jeunesse, 2005
- Le retour de l'ours spatial(roman), Degliame, 2005

### Nouvelles
Par ordre chronologique de publication.
- Où le voyageur imprudent tente d'effacer… (1980)
- Navigation en tour close (1981)
- Le Suif et la Corde dans Territoires de l'inquiétude - 3, (1991)
- Abus dangereux dans Territoires de l'inquiétude - 9, (1996)
- Forêts Virtuelles dans Les Visages de l'Humain anthologie dirigée par Denis Guiot, chez Mango, Collection Autres Mondes  (2001)[4]
- Connais-tu cette petite mort ? dans Le Temps, anthologie dirigée par Sybille Marchetto et Olivier Raoux, chez Oxalis éditions (2001)
- Le Temps d'aimer est bien court dans Demain la Terre, anthologie dirigée par Denis Guiot, chez Mango, Collection Autres Mondes  (2003)[5]
- Stag 5, in Premiers Contacts, Collection Autres Mondes, Mango 2005